# Ilie Botoș
Ilie Botoș (n. 21 august 1965, Nocrich, Sibiu, România) este un jurist și general de justiție român. Între 2003 și 2006 a fost conducătorul Parchetului de pe lângă Înalta Curte de Casație și Justiție, succedându-i în funcție lui Joița Tănase.

## Studii
A absolvit Facultatea de Drept a Universității Babeș-Bolyai din Cluj-Napoca în anul 1990 și a devenit doctor în drept al aceleiași facultăți în anul 2000 - specializarea Criminalistică, tema de doctorat fiind „Metodologia cercetării atentatelor comise cu arme de foc”.

## Funcții
În perioada 1.09.1990-1.10.1990 a deținut funcția de procuror la Procuratura locală Târgu Jiu, iar în intervalul 1.10.1990-11.02.1991 aceeași funcție la Procuratura locală Alba Iulia. În perioada 11.02.1991-18.08.1991 a exercitat funcția de judecător militar la Tribunalul Militar Cluj. Între 1991-1999 a ocupat funcția de procuror militar criminalist la Parchetul Militar Cluj, devenind prim procuror militar al acestui parchet la data de 1.07.1999, funcție pe care a deținut-o până la data de 1.09.2002, când a fost încadrat procuror la Parchetul Național Anticorupție. În perioada 18.09.2002-30.08.2003 a deținut funcția de Procuror general adjunct al Parchetului Național Anticorupție. A devenit Procuror General al Parchetului de pe lângă Curtea Supremă de Justiție la 30.08.2003, fiind numit prin Decret al Președintelui României, trecând în rezervă din cariera militară cu gradul de general.  Din această funcție a demisionat la 21.07.2006, nu din cauza dispariției lui Omar Hayssam (neavând nici o responsabilitate proprie, dată fiind autonomia procurorilor) ci din motive personale Arhivat în 5 martie 2016, la Wayback Machine.. După demisie a fost reactivat pe plan militar cu gradul de general de brigadă MApN. În 25 octombrie 2007, de Ziua Armatei Române, a fost înaintat prin decret de președintele Traian Băsescu în gradul de general-maior cu două stele.
A îndeplnit funcția de șef al Direcției Juridice a M.Ap.N., în prezent deține funcția de director general adjunct al Direcției Generale de Informații a Apărării.
S-a pensionat în octombrie 2016.

## Activități didactice
În intervalul 1995-1996 a exercitat totodată funcția de asistent universitar asociat la disciplina „Criminalistică” - Facultatea de Drept - Universitatea „Babeș Bolyai”. În perioada 1997-2001 a ocupat funcția de lector, devenind în iulie 2002 conferențiar universitar doctor - titular la disciplina „Criminalistică” - Facultatea de Drept a Universității „Bogdan Vodă”.

## Participarea la cursuri și seminarii internaționale
- 11.06.1999 - Seminar organizat de Departamentul de Stat S.U.A. pe tema „Metode specifice de investigare a criminalității organizate și corupției” - Centrul de perfecționare al Magistraților, Chișinău, Republica Moldova;

- 01.04.2000 - Schimb de experiență în cadrul Direcției Naționale Anti-Mafia a Italiei - Roma;

- 12.12.2000 - Seminar organizat de Departamentul de Stat și Ambasada S.U.A. pe tema „Confiscarea specială internațională și combaterea reciclajului financiar” - Cluj Napoca;

- 20.07.2001 - Seminar organizat de Departamentul de Stat S.U.A. și Ambasada S.U.A. pe tema „Managementul urmăririi penale, poziția și rolul procurorului în cadrul  administrării informațiilor cu valoare operativă și a transformării lor în probe în combaterea criminalității organizate și a corupției” - Alba Iulia;

- 06-23.06.2001 - Vizită de lucru la Departamentul de Justiție al S.U.A.: Divizia criminală; F.B.I.; D.E.A.; Departamentul de poliție New York, Washington DC, Dallas-Texas; Spokane- Washington - întâlnire cu procurorul general al S.U.A., John Ashcroft

- 21-24.07.2003 Participare la Congresul Internațional cu tema „Combaterea finanțării activităților teroriste”, organizat de Centrul Marshal pentru studii de securitate, F.B.I., Departamentul de Stat și Trezoreria S.U.A. la Garmisch-Partenkirchen - Germania

## Apartenența la asociații profesionale
- Vicepreședinte al Societății Române de Criminalistică și Criminologie „Filiala Transilvania”;

- Membru al „International Narcotics Enforcement Officers Association” și al „Drug Enforcement Administration” cu sediul în New York - S.U.A.;

- Coordonator al programului de cercetare antiteroristă și atiinfracțională „Integral Special Destination Combat” (I.S.D.C.) din cadrul Centrului Internațional de Studii și Cercetări Antiteroriste și Antiinfracționale;

- Coordonator Departament de Studii și Cercetări Antiteroriste al „International Bodyguard and Security Services Association” (I.B.S.S.A.);

- Expert internațional și instructor al Center for Narcotics Information Support - Drug Enforcement Interdiction Training (C.I.N.I.S.).

- Director al Programului Societății Naționale de Studiu a Crimei Organizate și Corupției

## Domenii de competență
- Magistratură militară
- Combaterea criminalității organizate și a corupției
- Narcotice
- Criminalistică.

Practică artele marțiale de la 12 ani. Este instructor în sistemele de luptă cu arme albe și tactica luptei în spații înguste. Este maestru în Ninjutsu (centură neagră cu 10 dan).